# 施特菲·雅各布
施特菲·雅各布（德語：Steffi Jacob，1975年9月30日—），旧姓汉兹利克（Hanzlik），德国女子钢架雪车运动员。她曾代表德国参加国际雪车联合会世界锦标赛，获得一枚金牌。她也曾参加2002年冬季奥运会。